# 下朱巴州

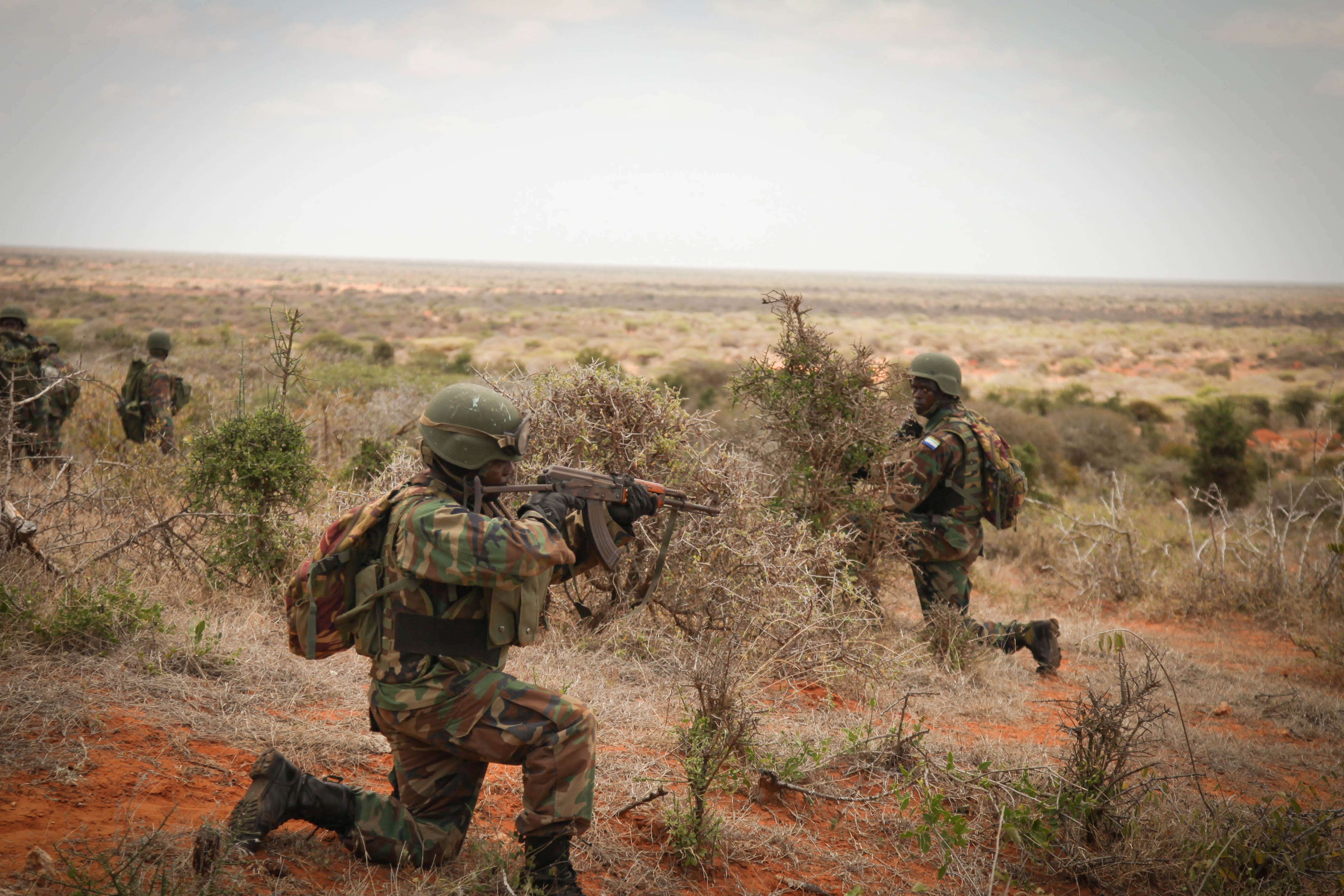

下朱巴州是索馬里最南部的一個州，西鄰肯尼亞，東臨印度洋。朱巴河在本省入海。面積42,876平方公里。首府基斯馬尤。